# Fattigia pele
Fattigia pele là một loài Trichoptera trong họ Sericostomatidae. Chúng phân bố ở miền Tân bắc.